# Segona Batalla de Porto
La Segona Batalla de Porto del 12 de maig de 1809 va ser una contesa que va acabar amb la victòria per a l'exèrcit anglo-portuguès comandat per Sir Arthur Wellesley sobre l'exèrcit francès del mariscal Nicolas Jean de Dieu Soult durant la invasió de Portugal de 1809 a la Guerra del Francès.

## Antecedents

Campanyes franceses

Després de la desastrosa Convenció de Sintra, en la qual es va permetre la repatriació de les tropes franceses derrotades en la Batalla de Vimeiro, els comandants de l'exèrcit britànic van ser cridats a la seva pàtria per enfrontar-se a una recerca i les tropes expedicionàries britàniques a Espanya i Portugal van ser deixades al comandament de John Moore. Amb l'arribada del propi Napoleó amb un exèrcit a Espanya, els francesos van entrar a Madrid el 4 de desembre, i Soult rep ordres de l'emperador de perseguir i derrotar l'exèrcit anglès del general Moore, que ha de reembarcar durant la Batalla de la Corunya i les tropes franceses conquisten Galícia sense resistència.
El rearmament austríac que acabaria amb la guerra de la Cinquena Coalició provocà que Napoleó marxés de Valladolid el 17 de gener, arribant a París el 23 de gener i va ordenar al mariscal Soult que envaís Portugal des del nord però l'hivern va fer impracticable el Miño i per la resistència de les forces portugueses situades entre Cerveira i Valença i Soult va decidir fer una volta per la frontera muntanyosa de l'alt Minho i va travessar la frontera el 7 de març de 1809 per Trás-os-Montes amb 23.000 homes, d'ells 4.000 a cavall, i 50 peces d'artilleria, prenent Chaves el 12 de març. i escombrant les defenses de Braga el 20 de març i capturant Porto el 28 de març. Arthur Wellesley va arribar a Lisboa el 22 d'abril a bord del HMS Surveillante, i reforçat, es va dedicar a l'ofensiva.
Soult no va poder gaudir gaire del seu èxit perquè gairebé al mateix temps, la força portuguesa de Francisco da Silveira va capturar al Setge de Chaves una guarnició de 1.800 homes i va tallar les comunicacions amb Espanya pel pont d'Amarante. Posicionats els francesos a Porto, no van prosseguir a Lisboa, per l'oposició que van trobar al país, i per desconèixer la ubicació del general Lapisse i del mariscal Victor, que des de Castella i Extremadura havien de correspondre amb els moviments de Galícia, però l'oposició espanyola els va fer romandre al Tajo.
Al maig, Soult creia que el superaven els anglesos i va elaborar els seus plans de retirada, i després de la derrota a la Batalla de Grijó ordenà la retirada de la divisió de Julien Augustin Joseph Mermet amb l'equipatge i el parc d'artilleria l'onze de maig.

## Batalla
El matí del 12 de maig, una companyia del 3r regiment d'infanteria britànic va travessar el riu Tâmega i va ocupar un seminari emmurallat amb vistes al punt de desembarcament. Quan els francesos es van adonar que les forces d'Arthur Wellesley eren a la riba nord, tot un batalló ja havia arribat al seminari. Soult, que dormia en aquell moment, no va tenir coneixement i el general Maximilien Foy, que va ser el primer que va veure la travessa britànica, va prendre tres batallons del 17è d'infanteria lleugera i va dirigir un atac al seminari cap a les 11:30 hores. Foy va resultar ferit i els seus soldats van ser rebutjats per l'artilleria situada a l'altra riba del riu amb grans pèrdues. durant el dia, reforçats per tres batallons més els francesos van atacar de nou, però, tres batallons més havien ocupat el seminari i els edificis propers, i els francesos foren derrotats un cop més.
Soult va retirar les tropes que vigilaven els vaixells de Porto per reforçar Foy i tan aviat com els francesos van abandonar la riba del riu, la gent de Porto va començar immediatament a transportar tropes britàniques. Quatre batallons britànics es van creuar immediatament i van atacar els francesos des de la rereguarda. Els francesos, que ja planejaven una evacuació tranquil·la de la ciutat, van fugir precipitadament cap al nord-est.
Amb l'objectiu de tallar la retirada francesa, 2.900 homes de la brigada de John Murray amb el 14è de  dragons lleugers havia estat enviada a través del Douro en un ferri a cinc quilòmetres a l'est de Porto, però Murray no va poder bloquejar la via d'escapament francesa, tot i que hi va haver una escaramussa. El dia 14, però, va perseguir als francesos en retirada, i amb la càrrega van aconseguir aïllar uns 300 francesos, aconseguint capturar molts d'ells.

## Conseqüències
Amb la retirada de Louis Henri Loison d'Amarante, a Soult només li quedava la via d'escapament cap al seu punt de partida, la ciutat d'Ourense per terreny muntanyós, havent de destruir l'artilleria per guanyar velocitat, perseguit pels britànics, que es van dividir en dues columnes, però no va entrar a Galícia, Wellesley va avançar cap a Espanya per unir-se als espanyols de general Cuesta, combatent a la Batalla de Talavera contra sota el mariscal Claude Victor Perrin i el major general Horace Sébastiani, i Wellesley immediatament es va retirar a Portugal atès que Nicolas Jean de Dieu Soult pretenia tallar la seva retirada a Portugal.
Sabedor el mariscal Ney de les diferències entre la Junta d'Astúries i la Romana, va envair Astúries amb 6.000 homes des de Galícia fins a Oviedo, mentre des de Valladolid amb una força semblant travessava el port de Pajares el general François Étienne de Kellermann. Ney va entrar a Oviedo el 19 de Maig, Kellermann va quedar-se a Oviedo, i a Villaviciosa al general Jean Pierre François Bonet, que havia arribat des de Santander, i Ney va tornar a Galícia. El mes de juny, Soult decideix abandonar Galícia per Valdeorras en direcció a Zamora després de la seva derrota a la Batalla de Ponte Sampaio.